# Gonoplectus repertus
Gonoplectus repertus är en mångfotingart som först beskrevs av Carl Graf Attems.  Gonoplectus repertus ingår i släktet Gonoplectus och familjen Harpagophoridae. Inga underarter finns listade i Catalogue of Life.